# Max Lloyd-Jones
Maxmillian Edward «Max» Lloyd-Jones é um ator famoso por seu papel como Ryan Fisher na série de TV iZombie.

## Filmografia
| Ano  | Trabalho                       | Personagem       | Notas |
| ---- | ------------------------------ | ---------------- | ----- |
| 2008 | Soulstice                      | Joven Skimmer    |       |
| 2009 | Good Image Idea                | Wes              |       |
| 2012 | Flicka: Country Pride          | Briggs           |       |
| 2012 | Stone Markers                  | Len Roberts      |       |
| 2014 | Field of Lost Shoes            | Sam Atwill       |       |
| 2014 | Finding Harmony                | Dylan Stark      |       |
| 2015 | Kadence                        | Kadin Kaul       |       |
| 2015 | Is That a Gun in Your Pocket?  | Dexter           |       |
| 2017 | War for the Planet of the Apes | Olho Azul        |       |
| 2018 | As Long as I'm Famous          | Montgomery Clift |       |

### Televisão
| Ano  | Trabalho                  | Personagem           | Notas       |
| ---- | ------------------------- | -------------------- | ----------- |
| 2008 | Supernatural              | Charlie Witshire     | 1 Episódio  |
| 2010 | Tower Prep                | Conrad               | 1 Episódio  |
| 2011 | Girl Fight                | Kevin                | Filme       |
| 2013 | Restless Virgins          | Luke                 | Filme       |
| 2013 | Switched at Birth         | Noah                 | 8 Episódios |
| 2014 | Teen Wolf                 | jovem Chris Argent   | 1 Episódio  |
| 2014 | Motive                    | Jason Bir            | 1 Episódio  |
| 2014 | The Dorm                  | Phillip              | Filme       |
| 2014 | Only Human                | Dave                 | Filme       |
| 2015 | When Calls the Heart      | Tom                  | 6 Episódios |
| 2015 | iZombie                   | Ryan Fisher          | 1 Episódio  |
| 2015 | Scream                    | Tyler O'Neill        | 1 Episódio  |
| 2016 | Adventures in Babysitting | Oficial James        | Filme       |
| 2016 | Once Upon a Time          | Jacob                | 1 Episódio  |
| 2017 | Reign                     | Capitão John Hawkins | 1 Episódio  |

### Vídeo Game
| Ano  | Trabalho      | Personagem | Notas |
| ---- | ------------- | ---------- | ----- |
| 2018 | The Inpatient | Abe White  | Voz   |